# Leśnica (powiat tatrzański)
Leśnica – wieś w Polsce, położona w województwie małopolskim, w powiecie tatrzańskim, w gminie Bukowina Tatrzańska, na Podhalu.
| części wsi | Balbuzy, Cipkowie, Czubiaki, Gałowie, Kamieńce, Łosie, Pająki, Sądel, Smalce, Sołtystwo, Stasiki, Stefany, Wilczki, Wojtusice |

W latach 1954–1960 wieś należała i była siedzibą władz gromady Leśnica, po jej zniesieniu w gromadzie Groń. W latach 1975–1998 wieś należała administracyjnie do województwa nowosądeckiego.
31 grudnia 2012 r. sołectwo Leśnica miało 1718 stałych mieszkańców.
Wieś królewska, położona w drugiej połowie XVI wieku w powiecie sądeckim województwa krakowskiego, należała do tenuty nowotarskiej.

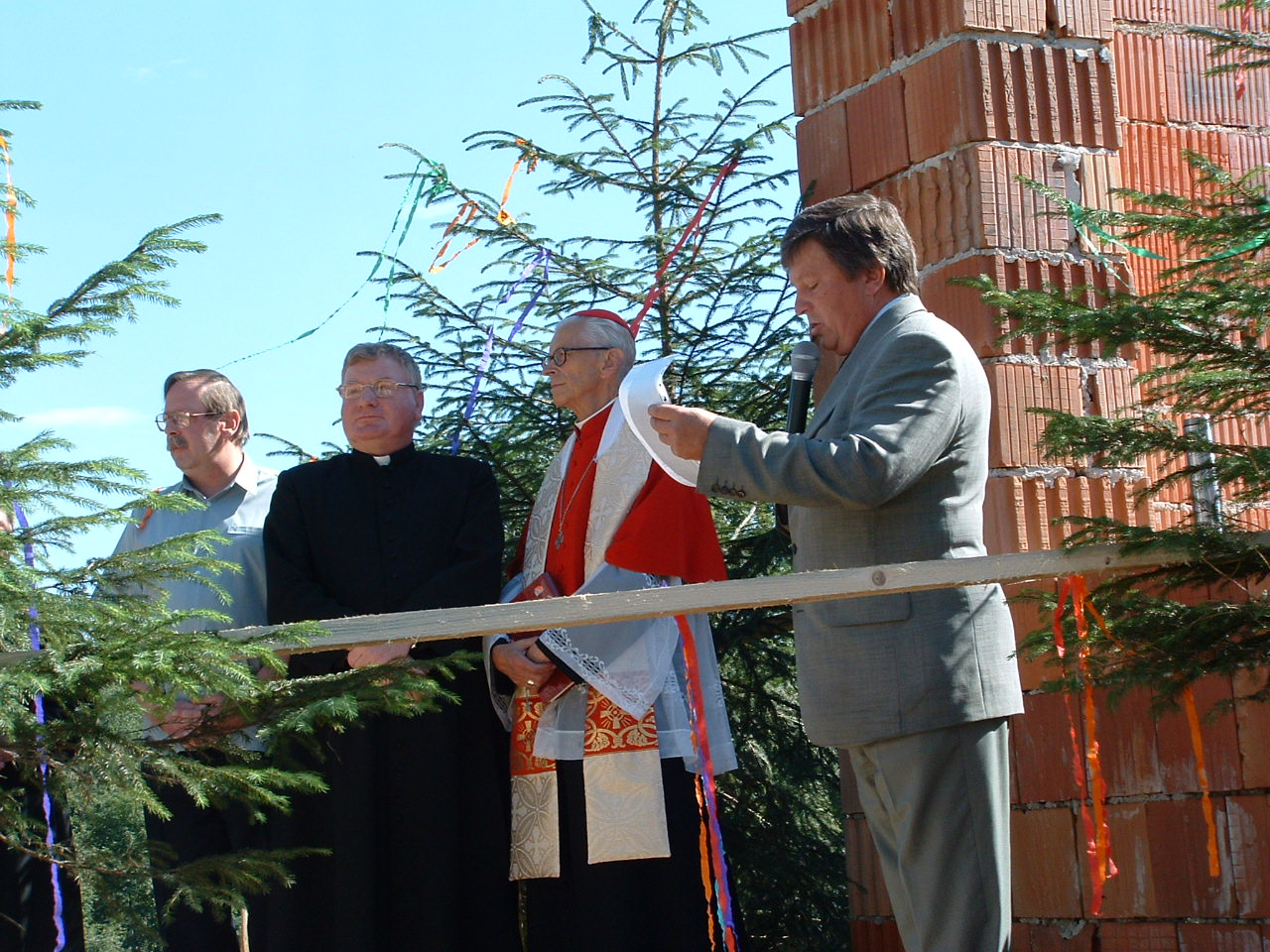
Wmurowanie aktu erekcyjnego pod budujące się Gimnazjum w Leśnicy z udziałem. m.in. kard. Franciszka Macharskiego (17 sierpnia 2004)

Wieś jest bardzo rozciągnięta na linii północ-południe i ciągnie się od Gronkowa do Bukowiny Tatrzańskiej i Gliczarowa Górnego. Znajduje się na obszarze Pogórza Bukowińskiego), w zachodniej części doliny ograniczonej dwoma ciągnącymi się przez kilka kilometrów grzbietami.
Od Gronia oddziela ją potok o nazwie Leśnica, natomiast droga poprowadzona przez dolinę zahacza obie miejscowości, tak więc za każdym razem, gdy przejeżdża się przez jeden z kilku mostów, wjeżdża się do innej wsi. Nawet tablice informujące o przekroczeniu granicy miejscowości mają w nazwie „Groń-Leśnica”. Także większość budynków i instytucji jest dla obu wsi wspólna (np. kościół parafialny w Groniu i cmentarz w Leśnicy). Podział jest w zasadzie tylko administracyjny, w praktyce nie funkcjonuje. W związku z tym podnoszą się głosy o scalenie tych miejscowości w jedną.
Na terenie Gronia-Leśnicy działają zespoły regionalne, m.in. Zawaternik (od 1983) i Ślebodni (prowadzone przez Marię i Józefa Dudek) oraz kabaret Janusza Pilnego.